# 月蝕 (映画)
『月蝕』（げっしょく）は、1956年に制作された日本映画。日活製作。

## キャスト
- 田所和馬：三橋達也
- 池上綾子：月丘夢路
- 武井：金子信雄
- 高崎：安部徹
- 松木：石原裕次郎
- レオ：岡田真澄
- 幸子：藤代鮎子
- 片山政之：中川靖彦
- 高間達子：高野由美
- 高間礼子：東谷暎子
- 和馬の父：伊丹慶治
- 和馬の母：三鈴恵以子
- 和馬の兄：小柴隆
- 和馬の妹：泉桂子
- 和馬の学生時代：林茂朗
- 武井の学生時代：今村弘
- 池上晶三：雪岡純
- 寿美恵：天路圭子
- ミリー平島：山田美智子
- バンドの高林：天本英生
- バンドの本多：深江章喜
- バンドの竹本：柴田新
- 新聞記者：西村晃
- ボクサー豊田：小川太郎
- フィリピンスターズの岩木：二階堂郁夫
- 綾子の友人恵子：浦島久恵
- “バリハイ”のマネージャー：三島謙
- “バリハイ”のバーテン：青木富夫
- 表のボーイ：長井文男
- 和馬の母の連れの男：神山勝
- 松木のマネージャー：峰三平
- 高崎の社員：仲島豊
- レフェリー：阿部幸四郎

## スタッフ
- 製作：水の江滝子
- 監督：井上梅次
- 助監督：神代辰巳
- 脚本：井上梅次、舛田利雄
- 原作：石原慎太郎
- 撮影：岩佐一泉
- 音楽：萩原忠司
- 美術：松山崇
- 録音：神谷正和
- 照明：藤林甲
- 編集：鈴木晄
- スチール：斎藤耕一
- 製作主任：亀井欽一